# PKD2

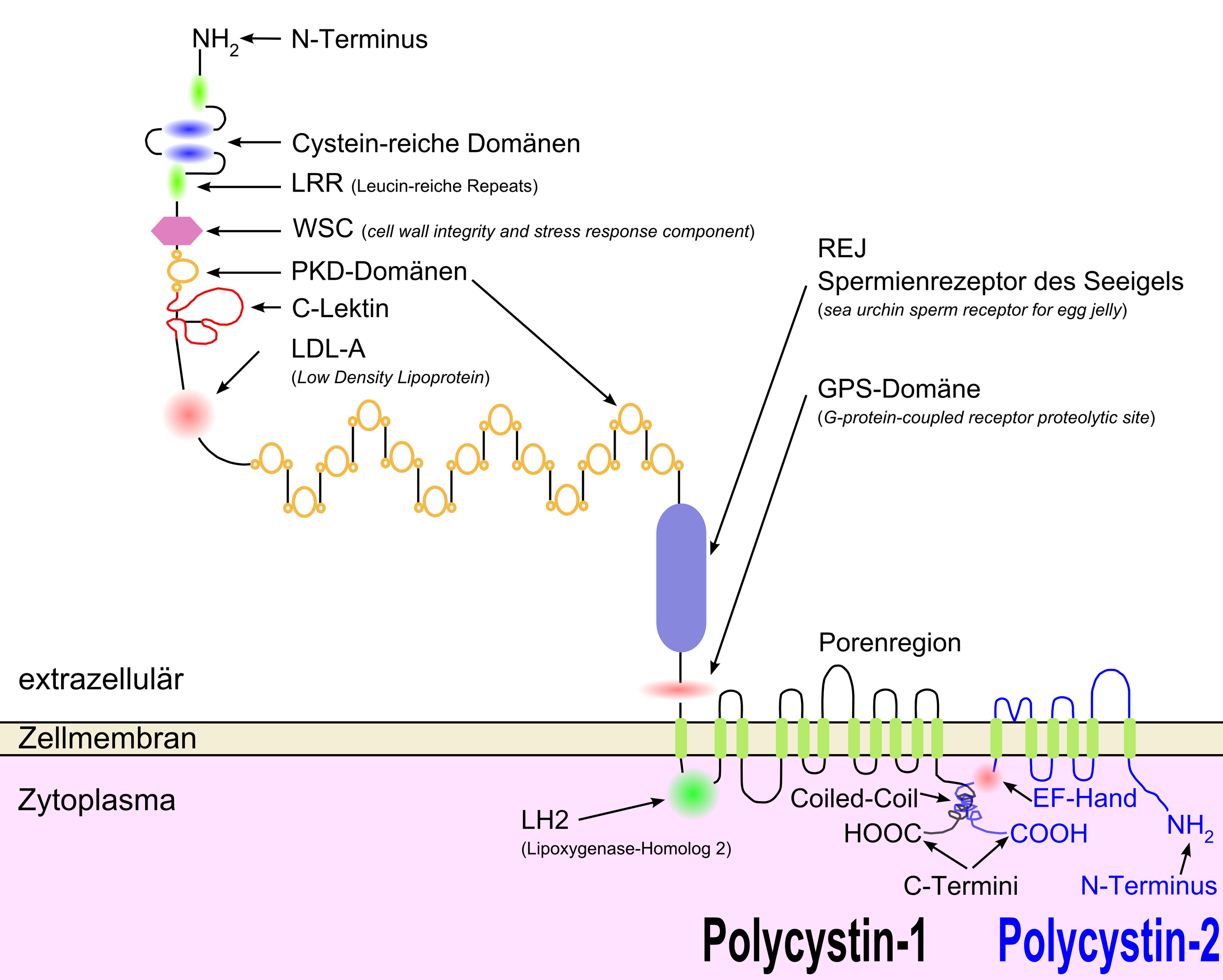
Schematische Darstellung von Polycystin-1 und Polycystin-2 an einer Zelle.

PKD2 (englische Abkürzung für polycystic kidney disease 2 (autosomal dominant) = „polyzystische Nierenerkrankung 2 (autosomal-dominant)“) ist ein Gen, das sowohl beim Menschen als auch anderen Säugetier-Arten im Genom enthalten ist.

## Funktion
Das PKD2-Gen kodiert das Glycoprotein Polycystin-2. Mutationen in PKD2 können autosomal-dominant vererbt werden und führen dann zur autosomal-dominanten Zystenniere (ADPKD). Während Mutationen in PKD1 für etwa 85 % der Zystennieren verantwortlich ist, sind es bei PKD2 etwa 15 %. Signifikante Mutationen in PKD2 führen zu einer milderen Form der Zystenniere. Bei den betroffenen Patienten stellt sich das terminale Nierenversagen mit etwa 70 Jahren ein, während dies bei Mutationen in PKD1 10 bis 20 Jahre früher eintritt.

## Genetik
Das PKD2-Gen befindet sich beim Menschen auf Chromosom 4 Genlocus q21-q23.
Über 68 kb umfasst das PKD2-Gen und es enthält 15 Exons. Die korrespondierende mRNA hat ungefähr 5,4 kb und das daraus kodierte Polycystin-2 968 Aminosäuren. Im Gegensatz zu PKD1 enthält es keine Polypyrimidin-Sequenz. Exon 1 hat eine relativ hohe Mutationswahrscheinlichkeit, da es reich an Guanin und Cytosin ist. PKD2 hat beim Menschen keine Gen-Homologe. Es liegt als Single-Copy-Gen vor.

## Mutationen
Bis 2005 waren etwa 45 verschiedene Mutationen auf PKD2 bekannt. Es handelt sich dabei im Wesentlichen um einfache Basenaustausche oder Insertionen beziehungsweise Deletionen von wenigen Basenpaaren oder um Frameshifts.